# 蒙谢
蒙谢（法語：Monchiet，法語發音：[mɔ̃ʃjɛ]）是法国上法蘭西大區加来海峡省的一个市镇，属于阿拉斯区。

## 地理
蒙谢（50°14'24"N, 2°37'43"E）面积2.74 平方千米，位于法国上法蘭西大區加来海峡省，该省份为法国北部沿海省份，西北濒北海，南至索姆省，东临北部省。
与蒙谢接壤的市镇（或旧市镇、城区）包括：锡芒库尔、巴约尔瓦勒、巴瑟、博梅莱洛日、阿图瓦地区古伊。

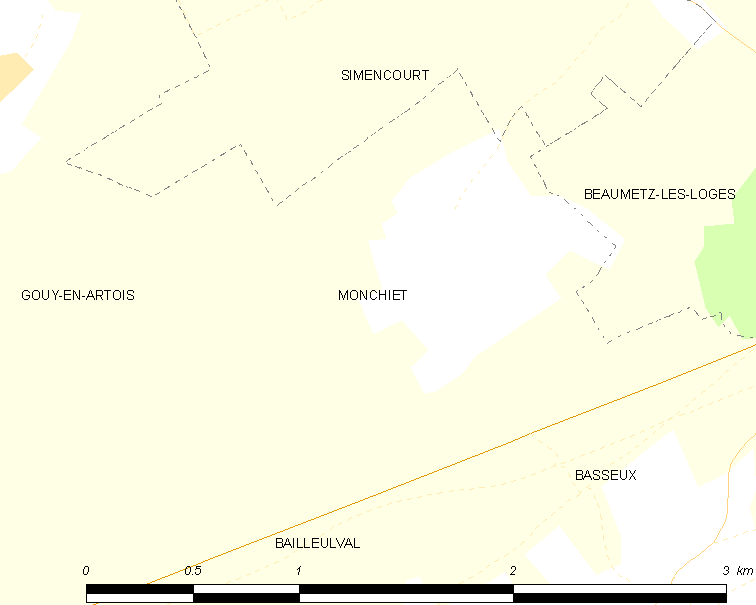
蒙谢的OSM定位图

蒙谢的时区为UTC+01:00、UTC+02:00（夏令时）。

## 行政
蒙谢的邮政编码为62123，INSEE市镇编码为62578。

## 政治
蒙谢所属的省级选区为阿韦讷勒孔特县。

## 人口

1962-2008年间蒙谢人口变化图示

蒙谢于2022年1月1日时的人口数量为104人。